# Pseudocallidium
Pseudocallidium är ett släkte av skalbaggar. Pseudocallidium ingår i familjen långhorningar.
Kladogram enligt Catalogue of Life:
| Pseudocallidium | \| \| Pseudocallidium obscuriaeneum \| \| \| \| \| \| Pseudocallidium violaceum \| \| \| \| |
|                 | \| \| Pseudocallidium obscuriaeneum \| \| \| \| \| \| Pseudocallidium violaceum \| \| \| \| |
|                 | Pseudocallidium obscuriaeneum                                                               |
|                 |                                                                                             |
|                 | Pseudocallidium violaceum                                                                   |
|                 |                                                                                             |